# دوري المقاطعات الشمالي الغربي 1998–99
دوري المقاطعات الشمالي الغربي 1998–99 هو موسم من دوري المقاطعات الشمالي الغربي. فاز فيه نادي ووركينغتون.